# Trepak

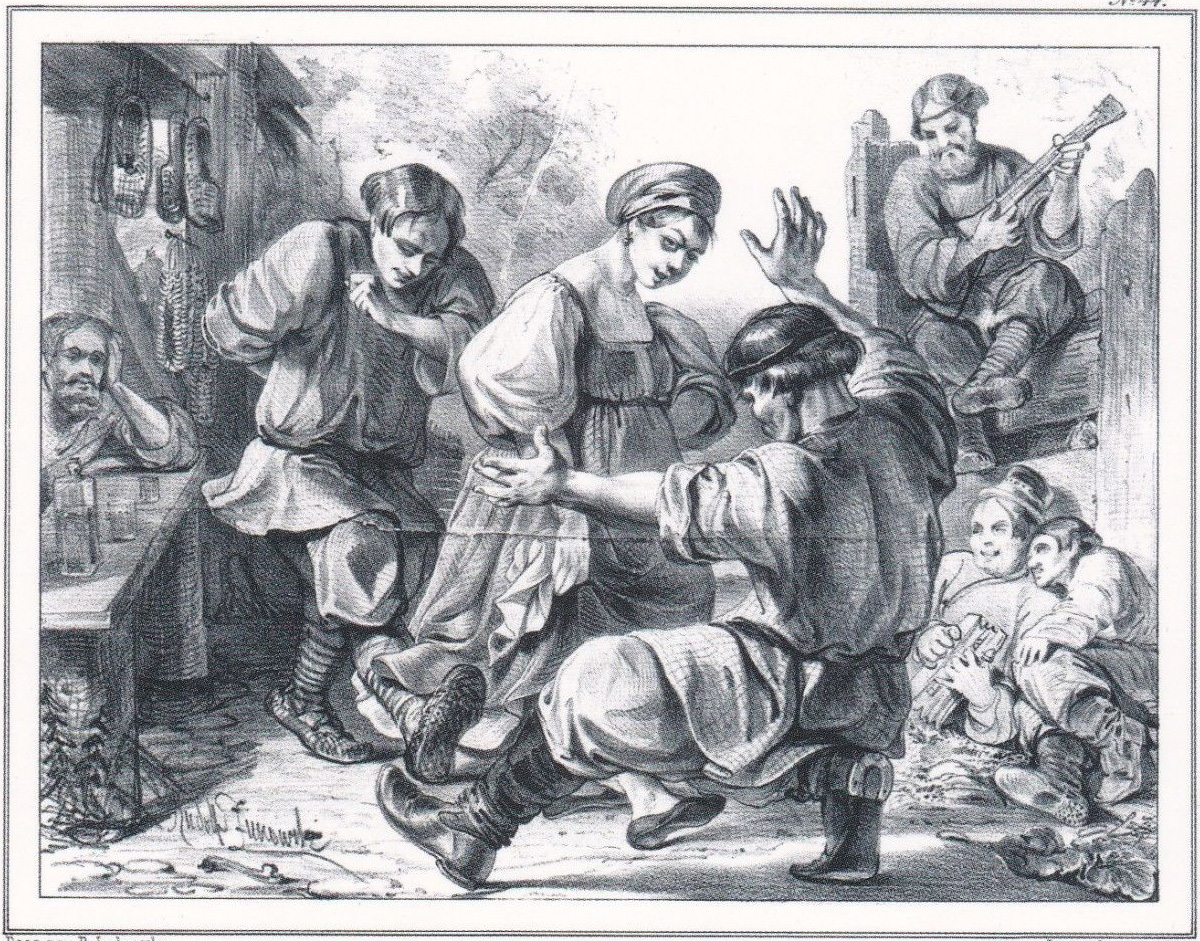
Trepak

Il trepak è una danza russa ed ucraina di origine cosacca in tempo veloce e movimento binario. Il nome deriva da trepat che significa "pestare".
Il trepak più celebre è quello composto da Pëtr Il'ič Čajkovskij come parte del divertissement dei dolci nel secondo atto del balletto Lo Schiaccianoci. La musica di questa caratteristica danza si può trovare anche in una suite scritta da Čajkovskij prima del balletto, che riscosse grande successo nel pubblico.